# Syllepte christophalis
Syllepte christophalis là một loài bướm đêm trong họ Crambidae.